# Dx (digramme)
Cette page contient des caractères spéciaux ou non latins. S’ils s’affichent mal (▯, ?, etc.), consultez la page d’aide Unicode.
Pour les articles homonymes, voir DX.
Dx (minuscule dx) est un digramme de l'alphabet latin composé d'un D et d'un X.

## Linguistique
Le digramme Dx est utilisé par diverses langues zapotèques pour noter le son [ ʒ].
Dans l'ordre alphabétique, il est situé entre le D et le E.

## Représentation informatique
Comme la plupart des digrammes, il n'existe aucun encodage du Dx sous la forme d'un seul signe. Il est toujours réalisé en accolant les lettres D et X.